# Liste der Preisträger des Grammy Hall of Fame Awards (Q–Z)
Diese Liste führt die Preisträger des Grammy Hall of Fame Awards mit den Anfangsbuchstaben Q–Z auf.
| Titel                                                                                         | Preisträger | Musiklabel                                 | Jahr der Veröffentlichung | Genre              | Format | Jahr der Preisverleihung |
| --------------------------------------------------------------------------------------------- | --- | ------------------------------------------ | ------------------------- | ------------------ | ------ | ------------------------ |
| Q: Are We Not Men? A: We Are Devo!                                                            | Devo | Warner Bros.                               | 1978                      | Rock               | Album  | 2020                     |
| „Que Sera, Sera (Whatever Will Be, Will Be)“                                                  | Doris Day | Columbia Records                           | 1956                      | Soundtrack         | Single | 2012                     |
| Rachmaninoff: Piano Concerto No. 2 in C Minor                                                 | Sergei Rachmaninoff (am Klavier) (mit dem Philadelphia Orchestra dirigiert von Leopold Stokowski)                                                                                | Victrola                                   | 1929                      | Klassische Musik   | Album  | 1976                     |
| Rachmaninoff: Rhapsody on a Theme of Paganini                                                 | Sergei Rachmaninoff (am Klavier) (mit dem Philadelphia Orchestra dirigiert von Leopold Stokowski)                                                                                | RCA Victor                                 | 1934                      | Klassische Musik   | Album  | 1979                     |
| „Raindrops Keep Fallin’ on My Head“                                                           | B. J. Thomas | Scepter                                    | 1969                      | Easy Listening     | Single | 2014                     |
| Ramones                                                                                       | Ramones | Sire                                       | 1976                      | Punk-Rock          | Album  | 2007                     |
| Randy Newman                                                                                  | Randy Newman | Reprise                                    | 1968                      | Baroque Pop        | Album  | 2016                     |
| „Rapper’s Delight“                                                                            | The Sugarhill Gang | Sugar Hill                                 | 1979                      | Old-school hip hop | Single | 2014                     |
| „Raunchy“                                                                                     | Bill Justis And His Orchestra | Phillips International                     | 1957                      | Rock & Roll        | Single | 1998                     |
| Ravel: Boléro                                                                                 | Lamoureux Orchestra dirigiert von Maurice Ravel | Brunswick                                  | 1930                      | Klassische Musik   | Album  | 1992                     |
| Ravel: Daphnis et Chloe                                                                       | Boston Symphony Orchestra dirigiert von Charles Munch (mit dem New England Conservatory Chorus)                                                                                  | RCA Red Seal                               | 1955                      | Klassische Musik   | Album  | 2008                     |
| Ravel: Piano Concerto in G Major                                                              | Leonard Bernstein with the Philharmonia Orchestra of London | RCA Victor                                 | 1946                      | Klassische Musik   | Album  | 2021                     |
| Ray Charles in Person                                                                         | Ray Charles | Atlantic                                   | 1959                      | R&B                | Album  | 1999                     |
| „Reach Out I’ll Be There“                                                                     | Four Tops | Motown                                     | 1966                      | Soul               | Single | 1998                     |
| Red Headed Stranger                                                                           | Willie Nelson | Columbia Records                           | 1975                      | Country            | Album  | 2002                     |
| Relaxin’ with the Miles Davis Quintet                                                         | Miles Davis & his Quintet | Prestige                                   | 1958                      | Jazz               | Album  | 2014                     |
| „Rescue Me“                                                                                   | Fontella Bass | Chess                                      | 1965                      | Soul               | Single | 2015                     |
| „Respect“                                                                                     | Aretha Franklin | Atlantic                                   | 1967                      | Soul               | Single | 1998                     |
| „Respect Yourself“                                                                            | The Staple Singers | Stax                                       | 1971                      | Soul               | Single | 2002                     |
| „The Revolution Will Not Be Televised“                                                        | Gil Scott-Heron | Flying Dutchman                            | 1971                      | Funk               | Single | 2014                     |
| Revolver                                                                                      | The Beatles | Parlophone                                 | 1966                      | Rock               | Album  | 1999                     |
| „Riders on the Storm“                                                                         | The Doors | Elektra                                    | 1971                      | Rock               | Single | 2010                     |
| „Ring of Fire“                                                                                | Johnny Cash | Columbia Records                           | 1963                      | Country            | Single | 1999                     |
| The Rise and Fall of Ziggy Stardust and the Spiders from Mars                                 | David Bowie | RCA                                        | 1972                      | Rock               | Album  | 1999                     |
| „River Deep – Mountain High“                                                                  | Lied von Ike & Tina Turner, interpretiert von Tina Turner | Philles                                    | 1966                      | Soul               | Single | 1999                     |
| „Rock-a-Bye Your Baby with a Dixie Melody“                                                    | Al Jolson | Columbia Records                           | 1918                      | Musical theatre    | Single | 2004                     |
| „Rock Around the Clock“                                                                       | Bill Haley & His Comets | Decca                                      | 1954                      | Rock & Roll        | Single | 1982                     |
| „Rock Island Line“                                                                            | Lead Belly | Asch Records                               | 1937                      | Blues              | Single | 2016                     |
| „Rocket 88“                                                                                   | Lied von Jackie Brenston & his Delta Cats, interpretiert von Kings of Rhythm | Chess                                      | 1951                      | R&B                | Single | 1998                     |
| „Rockin’ Around The Christmas Tree“                                                           | Brenda Lee | Decca                                      | 1958                      | Rockabilly         | Single | 2019                     |
| „Rockin’ Chair“                                                                               | Mildred Bailey | Vocalion                                   | 1937                      | Jazz               | Single | 2011                     |
| „Roll Over Beethoven“                                                                         | Chuck Berry | Chess                                      | 1956                      | Rock & Roll        | Single | 1990                     |
| „Rollin’ Stone“                                                                               | Muddy Waters | Chess                                      | 1950                      | Electric Blues     | Single | 2000                     |
| „’Round About Midnight“                                                                       | Thelonious Monk Quintet | Blue Note                                  | 1947                      | Bebop              | Single | 1993                     |
| ’Round About Midnight                                                                         | Miles Davis | Columbia                                   | 1957                      | Jazz               | Album  | 2019                     |
| „Roxanne“                                                                                     | The Police | A&M                                        | 1978                      | Reggae Rock        | Single | 2008                     |
| Roy Harris Symphony No. 3                                                                     | Serge Koussevitzky, cond. Boston Symphony Orchestra | RCA Victor                                 | 1940                      | Klassische Musik   | Album  | 2012                     |
| Rubber Soul                                                                                   | The Beatles | Parlophone                                 | 1965                      | Folk Rock          | Album  | 2000                     |
| „Rudolph, the Red-Nosed Reindeer“                                                             | Gene Autry | Columbia Records                           | 1949                      | Country            | Single | 1985                     |
| „Rumble“                                                                                      | Link Wray & His Ray Men | Cadence                                    | 1958                      | Rock               | Single | 2019                     |
| Rumours                                                                                       | Fleetwood Mac | Warner Bros.                               | 1977                      | Soft Rock          | Album  | 2003                     |
| „Runaround Sue“                                                                               | Dion | Laurie                                     | 1961                      | Rock & Roll        | Single | 2002                     |
| „Runaway“                                                                                     | Del Shannon | London                                     | 1961                      | Pop-Rock           | Single | 2002                     |
| „San Antonio Rose“                                                                            | Bob Wills & his Texas Playboys | Vocalion                                   | 1939                      | Western Swing      | Single | 2015                     |
| Santana                                                                                       | Santana | Columbia Records                           | 1969                      | Rock               | Album  | 2012                     |
| Sarah Vaughan with Clifford Brown                                                             | Sarah Vaughan und Clifford Brown | EmArcy                                     | 1954                      | Vocal Jazz         | Album  | 1999                     |
| Saturday Night Fever Original Film Soundtrack                                                 | Bee Gees und verschiedene Künstler | RSO                                        | 1977                      | Disco              | Album  | 2004                     |
| „Savoy Blues“                                                                                 | Louis Armstrong & His Hot Five | Okeh                                       | 1927                      | Jazz               | Single | 2018                     |
| Saxophone Colossus                                                                            | Sonny Rollins Quartet | Prestige                                   | 1956                      | Hard Bop Jazz      | Album  | 1999                     |
| Schoenberg: Gurre-Lieder                                                                      | Philadelphia Orchestra dirigiert von Leopold Stokowski (mit Rose Bampton, Paul Althouse, Jeanette Vreeland etc.)                                                                 | Victor                                     | 1932                      | Klassische Musik   | Album  | 2007                     |
| Schoenberg: The Four String Quartets                                                          | Kolisch String Quartet | Alco                                       | 1949                      | Klassische Musik   | Album  | 2021                     |
| „School’s Out“                                                                                | Alice Cooper & his Band | Warner Bros.                               | 1972                      | Rock               | Single | 2015                     |
| Schubert: Ave Maria                                                                           | Marian Anderson | RCA Victor                                 | 1936                      | Opera              | Single | 1999                     |
| Schumann: Carnaval Op. 9                                                                      | Sergei Rachmaninoff | RCA                                        | 1929                      | Klassische Musik   | Album  | 2011                     |
| „Secret Love“                                                                                 | Doris Day | Columbia Records                           | 1953                      | Traditional Pop    | Single | 1999                     |
| „See See Rider Blues“                                                                         | Ma Rainey | Paramount Records                          | 1924                      | Blues              | Single | 2004                     |
| „Sentimental Journey“                                                                         | Les Brown & His Orchestra (Lieder gesungen von Doris Day) | Columbia Records                           | 1944                      | Traditional Pop    | Single | 1998                     |
| September of My Years                                                                         | Frank Sinatra | Reprise                                    | 1965                      | Traditional Pop    | Album  | 1999                     |
| „September Song“                                                                              | Walter Huston | Brunswick                                  | 1938                      | Traditional Pop    | Single | 1984                     |
| „Seven, Come Eleven“                                                                          | Benny Goodman & his Sextet (mit Charlie Christian, Gitarre) | Columbia Records                           | 1939                      | Swing              | Single | 2008                     |
| Sgt. Pepper's Lonely Hearts Club Band                                                         | The Beatles | Capitol                                    | 1967                      | Rock               | Album  | 1993                     |
| „Sh-Boom“                                                                                     | The Chords | Cat Records                                | 1954                      | Doo-wop            | Single | 2008                     |
| „Shake, Rattle and Roll“                                                                      | Big Joe Turner | Atlantic                                   | 1954                      | Jump Blues         | Single | 1998                     |
| The Shape of Jazz to Come                                                                     | Ornette Coleman | Atlantic                                   | 1959                      | Avant-Garde Jazz   | Album  | 2015                     |
| „She Thinks I Still Care“                                                                     | George Jones | United Artists                             | 1962                      | Country            | Single | 1999                     |
| „She’s About a Mover“                                                                         | Sir Douglas Quintet | Tribe Records                              | 1965                      | Garage Rock        | Single | 2016                     |
| „She’s Not There“                                                                             | The Zombies | Decca                                      | 1964                      | British Beat       | Single | 2016                     |
| „Shining Star“                                                                                | Earth, Wind & Fire | Columbia Records                           | 1975                      | Funk               | Single | 2008                     |
| „Shop Around“                                                                                 | The Miracles | Tamla                                      | 1960                      | Soul               | Single | 2006                     |
| Shostakovich: Cello Concerto No. 1 in E-Flat Op. 107                                          | Mstislav Rostropovich mit Philadelphia Orchestra dirigiert von Eugene Ormandy | Columbia Masterworks                       | 1960                      | Klassische Musik   | Album  | 2008                     |
| Shostakovich: Symphony No. 5                                                                  | New York Philharmonic dirigiert von Leonard Bernstein | Sony Klassische Musik                      | 1959                      | Klassische Musik   | Album  | 2007                     |
| Shostakovich: Violin Concerto No. 1 in A Minor Op. 99                                         | David Oistrakh mit New York Philharmonic dirigiert von Dimitri Mitropoulos | Sony Klassische Musik                      | 1956                      | Klassische Musik   | Album  | 2003                     |
| „Shotgun“                                                                                     | Jr. Walker & The All Stars | Soul Records                               | 1965                      | Soul               | Single | 2002                     |
| „Shout“ (Part 1)                                                                              | The Isley Brothers | RCA                                        | 1959                      | R&B                | Single | 1999                     |
| Show Boat                                                                                     | Besetzung: Paul Robeson, Helen Morgan, James Melton, Frank Munn, Countess Albani etc. (Orchester & Chor dirigiert von Victor Young)                                              | Brunswick                                  | 1932                      | Musical Show       | Album  | 1991                     |
| The Sidewinder                                                                                | Lee Morgan | Blue Note                                  | 1964                      | Jazz               | Album  | 2000                     |
| Sign o' the Times                                                                             | Prince | Paisley Park Records, Warner Bros. Records | 1987                      | R&B                | Album  | 2017                     |
| „Sincerely“                                                                                   | The Moonglows | Chess                                      | 1954                      | Pop                | Single | 2002                     |
| Sing a Song of Basie                                                                          | Lambert, Hendricks & Ross | ABC-Paramount                              | 1957                      | Jazz               | Album  | 1998                     |
| „Sing, Sing, Sing (With a Swing)“                                                             | Benny Goodman | Victor                                     | 1937                      | Jazz               | Single | 1982                     |
| „Singin’ in the Rain“ (aus dem Motion Picture Soundtrack)                                     | Gene Kelly | MGM                                        | 1952                      | Soundtrack         | Single | 1999                     |
| „Singin’ the Blues“                                                                           | Frankie Trumbauer And His Orchestra mit Bix Beiderbecke, Kornett und Eddie Lang, Gitarre                                                                                         | Okeh                                       | 1927                      | Jazz               | Single | 1977                     |
| „(Sittin’ On) The Dock of the Bay“                                                            | Otis Redding | Atco                                       | 1968                      | R&B                | Single | 1998                     |
| „Sitting on Top of the World“                                                                 | Mississippi Sheiks | Okeh                                       | 1930                      | Country Blues      | Single | 2008                     |
| „Sixteen Tons“                                                                                | Tennessee Ernie Ford | Capitol                                    | 1955                      | Pop                | Single | 1998                     |
| „Sixty Minute Man“                                                                            | Billy Ward and his Dominoes | Federal                                    | 1951                      | R&B                | Single | 2015                     |
| Sketches of Spain                                                                             | Miles Davis und Gil Evans | Columbia Records                           | 1960                      | Third Stream Jazz  | Album  | 1997                     |
| „Smells Like Teen Spirit“                                                                     | Nirvana | DGC                                        | 1991                      | Grunge             | Single | 2017                     |
| „Smoke Gets in Your Eyes“                                                                     | The Platters | Mercury                                    | 1958                      | Pop                | Single | 2019                     |
| „Smoke on the Water“                                                                          | Deep Purple | EMI (UK), Warner Bros. (US)                | 1973                      | Hard Rock          | Single | 2017                     |
| „Smokestack Lightning“                                                                        | Howlin’ Wolf | Chess                                      | 1956                      | Blues              | Single | 1999                     |
| Snow White and the Seven Dwarfs Motion Picture Soundtrack                                     | Besetzung: Adriana Caselotti, Roy Atwell, Pinto Colvig, Billy Gilbert, Otis Harlan, Scotty Mattraw, Harry Stockwell                                                              | Victor                                     | 1937                      | Soundtrack         | Album  | 1998                     |
| So                                                                                            | Peter Gabriel | Geffen                                     | 1986                      | Progressive Rock   | Album  | 2021                     |
| „Society’s Child (Baby I’ve Been Thinking)“                                                   | Janis Ian | Verve                                      | 1966                      | Pop                | Single | 2002                     |
| „Solitude“                                                                                    | Billie Holiday | OKeh                                       | 1941                      | Jazz               | Single | 2021                     |
| „Some of These Days“                                                                          | Sophie Tucker | Edison                                     | 1911                      | Traditional Pop    | Single | 1995                     |
| „Someone to Watch Over Me“                                                                    | Gertrude Lawrence | Victor                                     | 1926                      | Jazz               | Single | 2008                     |
| „Somewhere a Voice is Calling“                                                                | John McCormack | Victor                                     | 1914                      | Traditional Pop    | Single | 1999                     |
| Song for My Father                                                                            | The Horace Silver Quintet | Blue Note                                  | 1965                      | Jazz               | Album  | 1999                     |
| „A Song For You“                                                                              | Leon Russell | Shelter                                    | 1970                      | Rock               | Single | 2018                     |
| Songs for Swingin’ Lovers!                                                                    | Frank Sinatra | Capitol                                    | 1956                      | Traditional Pop    | Album  | 2000                     |
| Songs in the Key of Life                                                                      | Stevie Wonder | Tamla                                      | 1976                      | Pop                | Album  | 2002                     |
| Songs of Leonard Cohen                                                                        | Leonard Cohen | Columbia Records                           | 1967                      | Contemporary Folk  | Album  | 2015                     |
| „Sonny Boy“                                                                                   | Al Jolson | Brunswick                                  | 1928                      | Traditional Pop    | Single | 2002                     |
| „Soul Man“                                                                                    | Sam & Dave | Stax                                       | 1967                      | Soul               | Single | 1999                     |
| The Sound of Music Motion Picture Soundtrack                                                  | Besetzung: Julie Andrews, Christopher Plummer, Bill Lee, Charmian Carr, Daniel Truhitte, Margery McKay etc.                                                                      | RCA                                        | 1965                      | Soundtrack         | Album  | 1998                     |
| „The Sounds of Silence“                                                                       | Simon & Garfunkel | Columbia Records                           | 1965                      | Folk Rock          | Single | 2004                     |
| South Pacific Original Broadway Cast Recording                                                | Besetzung: Ezio Pinza, Mary Martin, Juanita Hall, William Tabbert, Myron McCormick etc.                                                                                          | Columbia Records                           | 1949                      | Musical Show       | Album  | 1987                     |
| „Space Oddity“                                                                                | David Bowie | Mercury                                    | 1969                      | Space Rock         | Track  | 2018                     |
| „Spanish Harlem“                                                                              | Ben E. King | Atco                                       | 1960                      | Soul               | Single | 2002                     |
| „St. Louis Blues“                                                                             | Bessie Smith mit Louis Armstrong (Kornett) und Fred Longshaw (Harmonium) | Columbia Records                           | 1925                      | Blues              | Single | 1993                     |
| „St. Louis Blues“                                                                             | Louis Armstrong | Okeh                                       | 1929                      | Jazz               | Single | 2008                     |
| „St. Louis Blues“                                                                             | W.C. Handy | Columbia                                   | 1914                      | Jazz               | Single | 2019                     |
| St. Louis Woman Original Broadway Cast Recording                                              | Besetzung: Ruby Hill, Harold Nicholas, Pearl Bailey, Robert Pope, June Hawkins etc.                                                                                              | Capitol                                    | 1946                      | Musical show       | Album  | 2012                     |
| „Stack O’ Lee Blues“                                                                          | Mississippi John Hurt | Okeh                                       | 1928                      | Blues              | Single | 2017                     |
| „Stairway to Heaven“                                                                          | Led Zeppelin | Atlantic                                   | 1971                      | Rock               | Track  | 2003                     |
| Stan Freberg Presents The United States Of America                                            | Stan Freberg | Capitol                                    | 1961                      | Comedy             | Album  | 1999                     |
| Stand!                                                                                        | Sly and the Family Stone | Epic                                       | 1969                      | Funk               | Album  | 2015                     |
| „Stand by Me“                                                                                 | Ben E. King | Atco                                       | 1961                      | Soul               | Single | 1998                     |
| „Stand by Your Man“                                                                           | Tammy Wynette | Epic                                       | 1968                      | Country            | Single | 1999                     |
| „Star Dust“                                                                                   | Louis Armstrong | Okeh                                       | 1931                      | Jazz               | Single | 2009                     |
| „Star Dust“                                                                                   | Hoagy Carmichael & his Pals | Gennett                                    | 1927                      | Traditional Pop    | Single | 1995                     |
| „Star Dust“                                                                                   | Artie Shaw & his Orchestra (mit Billy Butterfield, Trompete) | RCA Victor                                 | 1940                      | Jazz               | Single | 1988                     |
| „The Star-Spangled Banner“                                                                    | Jimi Hendrix | Reprise                                    | 1970                      | Rock               | Track  | 2009                     |
| Star Wars Film Soundtrack                                                                     | London Symphony Orchestra dirigiert von John Williams | 20th Century                               | 1977                      | Klassische Musik   | Album  | 2007                     |
| Stardust                                                                                      | Willie Nelson | Columbia Records                           | 1978                      | Pop                | Album  | 2015                     |
| „The Stars and Stripes Forever“                                                               | John Philip Sousa & his Band | Edison                                     | 1909                      | Traditional Pop    | Single | 1998                     |
| „Statesboro Blues“                                                                            | Blind Willie McTell | Victor                                     | 1928                      | Pedmont blues      | Single | 2017                     |
| „Stealin’ Stealin’“                                                                           | Memphis Jug Band | Victor                                     | 1928                      | Folk               | Single | 2013                     |
| „Steel Guitar Rag“                                                                            | Bob Wills & his Texas Playboys (mit Leon McAuliffe) | Vocalion                                   | 1936                      | Western Swing      | Single | 2011                     |
| Sticky Fingers                                                                                | The Rolling Stones | Rolling Stones Records                     | 1971                      | Hard Rock          | Album  | 1999                     |
| Still Crazy After All These Years                                                             | Paul Simon | Columbia Records                           | 1975                      | Folk Rock          | Album  | 2003                     |
| „Stop! In the Name of Love“                                                                   | The Supremes | Motown                                     | 1965                      | Pop                | Single | 2001                     |
| „Stormy Weather“                                                                              | Lena Horne | RCA Victor                                 | 1941                      | Traditional Pop    | Single | 2000                     |
| „Stormy Weather“                                                                              | Ethel Waters | Brunswick                                  | 1933                      | Blues              | Single | 2003                     |
| Straight Outta Compton                                                                        | N.W.A | Ruthless and Priority                      | 1988                      | Gangsta rap        | Album  | 2017                     |
| „Straighten Up and Fly Right“                                                                 | Nat King Cole & his Trio | Capitol                                    | 1943                      | Jazz               | Single | 1998                     |
| „Strange Fruit“                                                                               | Billie Holiday | Commodore                                  | 1939                      | Blues              | Single | 1978                     |
| „Strange Things Happening Every Day“                                                          | Sister Rosetta Tharpe | Decca                                      | 1944                      | Negro Spiritual    | Single | 2014                     |
| The Stranger                                                                                  | Billy Joel | Columbia Records                           | 1977                      | Rock               | Album  | 2008                     |
| „Strangers in the Night“                                                                      | Frank Sinatra | Reprise                                    | 1966                      | Traditional Pop    | Single | 2008                     |
| Strauss: Also sprach Zarathustra, Op. 30                                                      | Serge Koussevitzky cond. Boston Symphony Orchestra | RCA Victor                                 | 1935                      | Klassische Musik   | Album  | 2008                     |
| Strauss: Der Rosenkavalier, Op. 59 (Abridged)                                                 | Robert Heger cond. The Vienna State Opera Chorus & Vienna Philharmonic Orchestra; Lotte Lehmann, Elisabeth Schumann & Richard Mayr                                               | RCA Victor                                 | 1933                      | Klassische Musik   | Album  | 2008                     |
| Strauss: Der Rosenkavalier                                                                    | Herbert von Karajan cond. Philharmonia Orchestra; Elisabeth Schwarzkopf, Christa Ludwig & Teresa Stich-Randall                                                                   | Angel                                      | 1957                      | Klassische Musik   | Album  | 2008                     |
| Stravinsky: The Rite of Spring                                                                | Boston Symphony Orchestra dirigiert von Pierre Monteux | RCA                                        | 1951                      | Klassische Musik   | Album  | 1993                     |
| Stravinsky: Pétrouchka                                                                        | Orchestre de la Suisse Romande dirigiert von Ernest Ansermet | Decca                                      | 1949                      | Klassische Musik   | Album  | 1999                     |
| Stravinsky: Petroushka · Le Sacre du Printemps                                                | Igor Stravinsky und das Columbia Symphony Orchestra | Columbia Records                           | 1960                      | Klassische Musik   | Album  | 2000                     |
| „Strawberry Fields Forever“                                                                   | The Beatles | Capitol                                    | 1967                      | Psychedelic Rock   | Single | 1999                     |
| „Summer in the City“                                                                          | The Lovin’ Spoonful | Kama Sutra                                 | 1966                      | Pop                | Single | 1999                     |
| „Summertime“                                                                                  | Sidney Bechet | Blue Note                                  | 1939                      | Jazz               | Single | 2011                     |
| „Summertime Blues“                                                                            | Eddie Cochran | Liberty                                    | 1958                      | Rock & Roll        | Single | 1999                     |
| Sunday at the Village Vanguard                                                                | Bill Evans & his Trio | Riverside                                  | 1961                      | Jazz               | Album  | 2011                     |
| Super Fly                                                                                     | Curtis Mayfield | Curtom                                     | 1972                      | Funk               | Album  | 1998                     |
| „Superstition“                                                                                | Stevie Wonder | Tamla                                      | 1972                      | Funk               | Single | 1998                     |
| Surrealistic Pillow                                                                           | Jefferson Airplane | RCA Victor                                 | 1967                      | Rock               | Album  | 1999                     |
| „Suspicious Minds“                                                                            | Elvis Presley | RCA Victor                                 | 1969                      | Soul               | Single | 1999                     |
| „Swanee“                                                                                      | Al Jolson | Columbia Records                           | 1920                      | Traditional Pop    | Single | 1998                     |
| Sweet Baby James                                                                              | James Taylor | Warner Bros.                               | 1970                      | Pop                | Album  | 2002                     |
| „Sweet Caroline (Good Times Never Seemed So Good)“                                            | Neil Diamond | Uni                                        | 1969                      | Pop                | Single | 2020                     |
| „Sweet Dreams (Are Made Of This)“                                                             | Eurythmics | RCA                                        | 1983                      | Pop                | Single | 2020                     |
| „Sweet Home Alabama“                                                                          | Lynyrd Skynyrd | MCA                                        | 1974                      | Southern Rock      | Single | 2009                     |
| „Sweet Home Chicago“                                                                          | Robert Johnson | Vocalion                                   | 1936                      | Blues              | Single | 2014                     |
| Sweetheart of the Rodeo                                                                       | The Byrds | Columbia Records                           | 1968                      | Country-Rock       | Album  | 2000                     |
| „Swing Low, Sweet Chariot“                                                                    | Fisk Jubilee Singers | Victor                                     | 1909                      | Negro Spiritual    | Single | 2015                     |
| „Swing Low, Sweet Chariot“                                                                    | Paul Robeson | His Master's Voice                         | 1926                      | Gospel             | Single | 2015                     |
| „Swinging on a Star“                                                                          | Bing Crosby mit The Williams Brothers und John Scott Trotter & his Orchestra | Decca                                      | 1944                      | Traditional Pop    | Single | 2002                     |
| Switched-On Bach                                                                              | Wendy Carlos | Columbia Masterworks                       | 1968                      | Electronic         | Album  | 1999                     |
| Synchronicity                                                                                 | The Police | A&M                                        | 1983                      | New Wave           | Album  | 2009                     |
| Taj Mahal                                                                                     | Taj Mahal | Columbia                                   | 1968                      | Blues              | Album  | 2020                     |
| „Take Five“                                                                                   | The Dave Brubeck Quartet | Columbia Records                           | 1959                      | West Coast Jazz    | Single | 1996                     |
| „Take Me Home, Country Roads“                                                                 | John Denver | RCA                                        | 1971                      | Country-Pop        | Single | 1998                     |
| „Take Me Out to the Ball Game“                                                                | Edward Meeker with the Edison Orchestra | Edison                                     | 1908                      | Pop                | Single | 2019                     |
| „Take Me to the River“                                                                        | Al Green | Hi                                         | 1974                      | Soul               | Track  | 2011                     |
| „Take the ’A’ Train“                                                                          | Duke Ellington & His Orchestra | Victor                                     | 1941                      | Jazz               | Single | 1976                     |
| Talking Book                                                                                  | Stevie Wonder | Tamla                                      | 1972                      | Soul               | Album  | 1999                     |
| Tapestry                                                                                      | Carole King | Ode                                        | 1971                      | Pop                | Album  | 1998                     |
| „A Taste of Honey“                                                                            | Herb Alpert & his Tijuana Brass | A&M                                        | 1965                      | Jazz               | Single | 2008                     |
| Tchaikovsky: Concerto No. 1 in B-Flat Minor Op. 23 for piano and orchestra (live performance) | Vladimir Horowitz mit dem NBC Symphony Orchestra dirigiert von Arturo Toscanini                                                                                                  | RCA Victor                                 | 1943                      | Klassische Musik   | Album  | 1998                     |
| Tchaikovsky: Piano Concerto No. 1 in B-Flat Minor Op. 23                                      | Van Cliburn mit dem RCA Victor Symphony Orchestra dirigiert von Kirill Kondrashin                                                                                                | RCA Victor                                 | 1958                      | Klassische Musik   | Album  | 2002                     |
| Tchaikovsky: 1812 Overture/Capriccio Italien                                                  | Minneapolis Symphony Orchestra dirigiert von Antal Doráti | Mercury                                    | 1954                      | Klassische Musik   | Album  | 1998                     |
| „Tea for Two“                                                                                 | Art Tatum, Piano Solo | Decca                                      | 1939                      | Jazz               | Single | 1986                     |
| „Teach Me Tonight“                                                                            | Dinah Washington | Mercury                                    | 1954                      | Traditional Pop    | Single | 1999                     |
| „The Tears of a Clown“                                                                        | Smokey Robinson & the Miracles | Tamla                                      | 1967                      | Pop                | Single | 2002                     |
| „Tell It Like It Is“                                                                          | Aaron Neville | Par-Lo Records                             | 1966                      | R&B                | Single | 2015                     |
| Ten                                                                                           | Pearl Jam | Epic Associated                            | 1991                      | Grunge             | Album  | 2021                     |
| „Ten Cents a Dance“                                                                           | Ruth Etting | Columbia Records                           | 1930                      | Musical theatre    | Single | 1999                     |
| „Tenderly“                                                                                    | Sarah Vaughan | Mercury                                    | 1947                      | Jazz               | Single | 2019                     |
| „Tennessee Waltz“                                                                             | Patti Page | Mercury                                    | 1950                      | Traditional Pop    | Single | 1998                     |
| „Tenor Madness“                                                                               | Sonny Rollins Quartet Featuring John Coltrane | Prestige                                   | 1956                      | Jazz               | Single | 2019                     |
| „Tequila“                                                                                     | The Champs | Challenge                                  | 1958                      | Rock & Roll        | Single | 2001                     |
| Texas Flood                                                                                   | Stevie Ray Vaughan und Double Trouble | Epic                                       | 1983                      | Blues, Bluesrock   | Album  | 2021                     |
| „Thank You (Falettinme Be Mice Elf Agin)“                                                     | Sly & The Family Stone | Epic                                       | 1969                      | Funk               | Single | 2017                     |
| „Thanks for the Memory“                                                                       | Bob Hope und Shirley Ross (mit Shep Fields & his Orchestra) | Paramount Pictures                         | 1938                      | Soundtrack         | Single | 2005                     |
| That Nigger‘s Crazy                                                                           | Richard Pryor | Partee/Stax                                | 1974                      | Comedy             | Album  | 2013                     |
| „That’ll Be the Day“                                                                          | The Crickets | Brunswick                                  | 1957                      | Rock & Roll        | Single | 1998                     |
| „That’s All Right“                                                                            | Elvis Presley | Sun Records                                | 1954                      | Rockabilly         | Single | 1998                     |
| „That’s All Right“                                                                            | Arthur Crudup | RCA Victor                                 | 1949                      | Blues              | Single | 2018                     |
| „That’s My Desire“                                                                            | Frankie Laine mit Manny Klein & his All-Stars | Mercury                                    | 1946                      | Traditional Pop    | Single | 1998                     |
| That's the Way of the World                                                                   | Earth, Wind & Fire | Columbia Records                           | 1975                      | Soul               | Album  | 2004                     |
| Thelonious Monk with John Coltrane                                                            | Thelonious Monk und John Coltrane | Jazzland                                   | 1961                      | Jazz               | Album  | 2007                     |
| „Theme from A Summer Place“                                                                   | Percy Faith And His Orchestra | Columbia Records                           | 1959                      | Easy Listening     | Single | 2000                     |
| „Theme from New York, New York“                                                               | Frank Sinatra | Reprise                                    | 1979                      | Jazz               | Single | 2013                     |
| „Theme from Shaft“                                                                            | Isaac Hayes | Stax                                       | 1971                      | Funk               | Single | 1999                     |
| „There Goes My Baby“                                                                          | The Drifters | Atlantic                                   | 1959                      | R&B                | Single | 1998                     |
| There’s a Riot Goin’ On                                                                       | Sly and the Family Stone | Epic                                       | 1971                      | Funk               | Album  | 1999                     |
| „These Boots Are Made For Walkin’“                                                            | Nancy Sinatra | Reprise                                    | 1965                      | Pop                | Single | 2020                     |
| „They Can’t Take That Away from Me“                                                           | Fred Astaire mit Johnny Green & his Orchestra | Paramount Pictures                         | 1937                      | Soundtrack         | Single | 2005                     |
| „(They Long to Be) Close to You“                                                              | The Carpenters | A&M                                        | 1970                      | Pop                | Single | 2000                     |
| „The Third Man Theme“                                                                         | Anton Karas | London                                     | 1949                      | Soundtrack         | Single | 2006                     |
| „This Land Is Your Land“                                                                      | Woody Guthrie | Asch Records                               | 1944                      | Folk               | Single | 1989                     |
| „This Train“                                                                                  | Sister Rosetta Tharpe | Decca                                      | 1939                      | Gospel             | Single | 2016                     |
| „3 O’Clock Blues“                                                                             | B.B. King | RPM                                        | 1951                      | R&B                | Single | 2014                     |
| „The Thrill Is Gone“                                                                          | B.B. King | BluesWay                                   | 1969                      | Blues              | Single | 1998                     |
| Thriller                                                                                      | Michael Jackson | Epic                                       | 1982                      | Pop                | Album  | 2008                     |
| „Till the End of Time“                                                                        | Perry Como | RCA Victor                                 | 1945                      | Traditional Pop    | Single | 1998                     |
| Time Out                                                                                      | Dave Brubeck Quartet | Columbia Records                           | 1959                      | Cool Jazz          | Album  | 2009                     |
| „Time Is on My Side“                                                                          | Irma Thomas | Imperial                                   | 1964                      | Funk, Soul         | Single | 2021                     |
| „The Times They Are a-Changing“                                                               | Bob Dylan | Columbia Records                           | 1964                      | Folk               | Track  | 2013                     |
| „Tiny Dancer“                                                                                 | Elton John | Uni                                        | 1972                      | Pop                | Single | 2020                     |
| „Tipitina“                                                                                    | Professor Longhair And His Blues Scholars | Atlantic                                   | 1953                      | Blues              | Single | 1998                     |
| „The Titanic“                                                                                 | Ernest Stoneman | Okeh                                       | 1924                      | Country            | Single | 2013                     |
| „To Be Young, Gifted and Black“                                                               | Nina Simone | RCA Victor                                 | 1969                      | Jazz               | Single | 2019                     |
| „Tom Dooley“                                                                                  | The Kingston Trio | Capitol                                    | 1958                      | Folk               | Single | 1998                     |
| Tommy                                                                                         | The Who | Decca                                      | 1969                      | Rock               | Album  | 1998                     |
| „Top Hat, White Tie and Tails“                                                                | Fred Astaire | Brunswick                                  | 1935                      | Soundtrack         | Single | 2008                     |
| „The Tracks of My Tears“                                                                      | The Miracles | Tamla                                      | 1965                      | Soul               | Single | 2007                     |
| Trio                                                                                          | Dolly Parton, Linda Ronstadt, Emmylou Harris | Warner Bros                                | 1987                      | Country            | Album  | 2021                     |
| Trumpet Blues (And Cantabile)                                                                 | Harry James and His Orchestra | Columbia Records                           | 1942                      | Jazz               | Album  | 1999                     |
| „Try a Little Tenderness“                                                                     | Otis Redding | Atco                                       | 1966                      | Soul               | Single | 2015                     |
| Tubular Bells                                                                                 | Mike Oldfield | Virgin                                     | 1973                      | Progressive Rock   | Album  | 2018                     |
| „Tumbling Tumbleweeds“                                                                        | Sons of the Pioneers | Decca                                      | 1934                      | Country            | Single | 2002                     |
| „Turn On Your Love Light“                                                                     | Bobby „Blue“ Bland | Duke                                       | 1961                      | R&B                | Single | 1999                     |
| „Turn! Turn! Turn! (To Everything There Is A Season)“                                         | The Byrds | Columbia Records                           | 1965                      | Folk Rock          | Single | 2001                     |
| „Tutti Frutti“                                                                                | Little Richard | Specialty                                  | 1955                      | Rock & Roll        | Single | 1998                     |
| „The Twist“                                                                                   | Chubby Checker | Parkway                                    | 1960                      | Rock & Roll        | Single | 2000                     |
| „Twist and Shout“                                                                             | The Isley Brothers | Wand                                       | 1962                      | Rock & Roll        | Single | 2010                     |
| 2000 and Thirteen                                                                             | Carl Reiner & Mel Brooks | Warner Bros.                               | 1973                      | Comedy             | Album  | 1999                     |
| „Un Poco Loco“                                                                                | Bud Powell | Blue Note                                  | 1951                      | Jazz               | Single | 1999                     |
| „Unchained Melody“                                                                            | The Righteous Brothers | Verve                                      | 1965                      | Blue-Eyed Soul     | Single | 2000                     |
| „Uncloudy Day“                                                                                | The Staple Singers | Vee-Jay                                    | 1971                      | Gospel             | Single | 1999                     |
| „Under the Boardwalk“                                                                         | The Drifters | Atlantic                                   | 1964                      | Pop                | Single | 2014                     |
| „Unforgettable“                                                                               | Nat „King“ Cole | Capitol                                    | 1951                      | Traditional Pop    | Single | 2000                     |
| „Unforgettable“                                                                               | Dinah Washington | Mercury                                    | 1959                      | Pop                | Single | 2001                     |
| „Up Up and Away“                                                                              | The 5th Dimension | Soul City                                  | 1967                      | Pop                | Single | 2003                     |
| „Vaya Con Dios“                                                                               | Les Paul und Mary Ford | Capitol                                    | 1953                      | Pop                | Single | 2005                     |
| The Velvet Underground & Nico                                                                 | The Velvet Underground und Nico | Verve                                      | 1967                      | Art Rock           | Album  | 2008                     |
| Verdi: Celeste Aida                                                                           | Enrico Caruso | Victor                                     | 1904                      | Opera              | Single | 1993                     |
| Verdi: Otello                                                                                 | Besetzung: Ramón Vinay, Herva Nelli, Giuseppe Valdengo, etc. (mit dem NBC Symphony Orchestra dirigiert von Arturo Toscanini)                                                     | RCA Victor                                 | 1947                      | Opera              | Album  | 2008                     |
| „The Very Thought of You“                                                                     | Ray Noble & his Orchestra (Lieder gesungen von Al Bowlly) | Victor                                     | 1934                      | Traditional Pop    | Single | 2005                     |
| Villa-Lobos: „Bachianas Brasileiras“ No. 5 – Aria                                             | Bidu Sayão (mit dem Cello Ensemble dirigiert von Heitor Villa-Lobos) | Columbia Masterworks                       | 1945                      | Klassische Musik   | Single | 1984                     |
| Vivaldi: The Four Seasons                                                                     | Louis Kaufman (Violinist) | Concert Hall                               | 1947                      | Klassische Musik   | Album  | 2002                     |
| „Wabash Cannonball“                                                                           | Roy Acuff & His Smokey Mountain Boys | Columbia Records                           | 1947                      | Country            | Single | 1998                     |
| Wagner: Der Ring des Nibelungen                                                               | Wiener Philharmoniker dirigiert von Georg Solti | London                                     | 1958–1967                 | Klassische Musik   | Album  | 1998                     |
| Wagner: Tristan und Isolde (Complete)                                                         | Besetzung: Ludwig Suthaus, Kirsten Flagstad, Elisabeth Schwarzkopf, etc. (mit Royal Opera House Covent Garden Chorus & Philharmonia Orchester dirigiert von Wilhelm Furtwängler) | RCA Victor                                 | 1952                      | Opera              | Album  | 1988                     |
| „Wake Up Little Susie“                                                                        | The Everly Brothers | Cadence                                    | 1957                      | Country            | Single | 2017                     |
| „Walk, Don’t Run“                                                                             | The Ventures | Dolton                                     | 1960                      | Rock               | Single | 2006                     |
| „Walk On By“                                                                                  | Dionne Warwick | Scepter                                    | 1964                      | Pop                | Single | 1998                     |
| „Walk On the Wild Side“                                                                       | Lou Reed | RCA                                        | 1972                      | Glam Rock          | Single | 2015                     |
| „Walk Right In“                                                                               | Cannon's Jug Stompers | Victor                                     | 1929                      | Country Blues      | Single | 2007                     |
| „Walk This Way“                                                                               | Run-D.M.C. mit Aerosmith | Profile                                    | 1986                      | Rap Rock           | Single | 2014                     |
| „Walk This Way“                                                                               | Aerosmith | Columbia                                   | 1975                      | Rock               | Single | 2019                     |
| „Walkin’ After Midnight“                                                                      | Patsy Cline | Decca                                      | 1957                      | Country            | Single | 2020                     |
| „Walking the Dog“                                                                             | Rufus Thomas | Stax                                       | 1963                      | R&B                | Single | 2002                     |
| „Walking the Floor Over You“                                                                  | Ernest Tubb | Decca                                      | 1941                      | Country            | Single | 1998                     |
| „Walking to New Orleans“                                                                      | Fats Domino | Imperial Records                           | 1960                      | R&B                | Single | 2011                     |
| The Wall                                                                                      | Pink Floyd | Harvest                                    | 1979                      | Progressive Rock   | Album  | 2008                     |
| „The Wallflower“ (aka „Roll With Me Henry“)                                                   | Etta James | Modern Records                             | 1955                      | Pop                | Single | 2008                     |
| Walt Disney's Fantasia Soundtrack                                                             | Philadelphia Orchestra dirigiert von Leopold Stokowski | Walt Disney                                | 1940                      | Klassische Musik   | Album  | 2004                     |
| Waltz for Debby                                                                               | Bill Evans & his Trio | Riverside                                  | 1962                      | Jazz               | Album  | 1998                     |
| The Wanderer                                                                                  | Dion | Laurie                                     | 1961                      | R&B                | Single | 2017                     |
| Wanted! The Outlaws                                                                           | Waylon Jennings, Willie Nelson, Jessi Colter und Tompall Glaser | RCA Victor                                 | 1976                      | Outlaw Country     | Album  | 2007                     |
| „War“                                                                                         | Edwin Starr | Gordy                                      | 1970                      | Psychedelic Soul   | Single | 1999                     |
| „Wasted Days and Wasted Nights“                                                               | Freddy Fender | Dot                                        | 1974                      | Swamp Pop          | Single | 2012                     |
| „Watermelon Man“                                                                              | Mongo Santamaría | Battle                                     | 1962                      | Jazz               | Single | 1998                     |
| „The Way We Were“                                                                             | Barbra Streisand | Columbia Records                           | 1973                      | Traditional Pop    | Single | 2008                     |
| „The Way You Look Tonight“                                                                    | Fred Astaire | Brunswick                                  | 1936                      | Soundtrack         | Single | 1998                     |
| „We Are Family“                                                                               | Sister Sledge | Cotillion                                  | 1979                      | Soul               | Single | 2008                     |
| „We Are The World“                                                                            | USA For Africa | Columbia                                   | 1985                      | Pop                | Single | 2021                     |
| „We Gotta Get out of This Place“                                                              | The Animals | Columbia Graphophone                       | 1965                      | Rock               | Single | 2011                     |
| We Shall Overcome                                                                             | Pete Seeger | Columbia Records                           | 1963                      | Folk               | Album  | 1999                     |
| „Weather Bird“                                                                                | Louis Armstrong & Earl Hines | Okeh                                       | 1928                      | Jazz               | Single | 2008                     |
| The Weavers at Carnegie Hall                                                                  | The Weavers | Vanguard                                   | 1957                      | Folk               | Album  | 1998                     |
| Weill: The Threepenny Opera                                                                   | Besetzung: Jo Sullivan, Charlotte Rae, Lotte Lenya, Bea Arthur, Scott Merrill, Gerald Price, Martin Wolfson                                                                      | Decca                                      | 1954                      | Musical Show       | Album  | 1994                     |
| „West End Blues“                                                                              | Louis Armstrong & His Hot Five | Okeh                                       | 1928                      | Blues              | Single | 1974                     |
| West Side Story: Original Broadway Cast Recording                                             | Besetzung: Carol Lawrence, Larry Kert, Chita Rivera, Reri Grist, Mickey Calin, Tony Mondente, etc.                                                                               | Columbia Records                           | 1957                      | Musical Show       | Album  | 1991                     |
| West Side Story: Film Soundtrack                                                              | Besetzung: Jimmy Bryant, Marni Nixon, Tucker Smith, Rita Moreno, etc. | Columbia Masterworks                       | 1961                      | Soundtrack         | Album  | 2004                     |
| „We’ve Only Just Begun“                                                                       | The Carpenters | A&M                                        | 1970                      | Soft Rock          | Single | 1998                     |
| „What a Diff’rence a Day Made“                                                                | Dinah Washington | Mercury                                    | 1959                      | Pop                | Single | 1998                     |
| „What a Fool Believes“                                                                        | The Doobie Brothers | Warner Bros.                               | 1978                      | Rock               | Single | 2024                     |
| „(What a) Wonderful World“                                                                    | Sam Cooke | Keen                                       | 1960                      | R&B                | Single | 2014                     |
| „What a Wonderful World“                                                                      | Louis Armstrong | ABC                                        | 1967                      | Traditional Pop    | Single | 1999                     |
| „(What Did I Do to Be So) Black and Blue“                                                     | Louis Armstrong & his Orchestra | Okeh                                       | 1929                      | Jazz               | Single | 2016                     |
| „What Kind of Fool Am I?“                                                                     | Sammy Davis Jr. | Reprise                                    | 1962                      | Pop                | Single | 2002                     |
| „What the World Needs Now Is Love“                                                            | Jackie DeShannon | Imperial Records                           | 1965                      | Soul               | Single | 2008                     |
| „What’d I Say (Part I)“                                                                       | Ray Charles | Atlantic                                   | 1959                      | R&B                | Single | 2000                     |
| What’s Going On                                                                               | Marvin Gaye | Tamla                                      | 1971                      | Soul               | Album  | 1998                     |
| „What’s Love Got to Do with It“                                                               | Tina Turner | Capitol                                    | 1984                      | Pop                | Single | 2012                     |
| „Wheel of Fortune“                                                                            | Kay Starr | Capitol                                    | 1952                      | Traditional Pop    | Single | 1998                     |
| „When a Man Loves a Woman“                                                                    | Percy Sledge | Atlantic                                   | 1966                      | Soul               | Single | 1999                     |
| „When the Levee Breaks“                                                                       | Kansas Joe and Memphis Minnie | Columbia                                   | 1929                      | Country Blues      | Single | 2021                     |
| „When the Saints Go Marching In“                                                              | Louis Armstrong and His Orchestra | Decca                                      | 1938                      | Jazz               | Single | 2017                     |
| „When You Wish Upon a Star“                                                                   | Cliff Edwards | Victor                                     | 1940                      | Soundtrack         | Track  | 2002                     |
| „Where Did Our Love Go“                                                                       | The Supremes | Motown                                     | 1964                      | R&B                | Single | 1999                     |
| „Where Have All the Flowers Gone?“                                                            | Pete Seeger | Columbia Records                           | 1960                      | Folk               | Single | 2002                     |
| „Whispering“                                                                                  | Paul Whiteman and his Ambassador Orchestra | Victor                                     | 1920                      | Jazz               | Single | 1998                     |
| „White Christmas“                                                                             | Bing Crosby (mt den Ken Darby Singers & John Scott Trotter Orchestra) | Decca                                      | 1942                      | Traditional Pop    | Single | 1974                     |
| „White Rabbit“                                                                                | Jefferson Airplane | RCA                                        | 1967                      | Rock               | Single | 1998                     |
| „A Whiter Shade of Pale“                                                                      | Procol Harum | Deram                                      | 1967                      | Baroque Rock       | Single | 1998                     |
| Whitney Houston                                                                               | Whitney Houston | Arista                                     | 1985                      | Pop                | Album  | 2013                     |
| „Who Do You Love?“                                                                            | Bo Diddley | Checker                                    | 1956                      | Rock & Roll        | Single | 2010                     |
| Who's Next                                                                                    | The Who | Decca                                      | 1971                      | Hard Rock          | Album  | 2007                     |
| „Whole Lotta Shakin' Goin On“                                                                 | Jerry Lee Lewis | Sun Records                                | 1957                      | Rock & Roll        | Single | 1999                     |
| „Whole Lotta Love“                                                                            | Led Zeppelin | Atlantic                                   | 1969                      | Rock               | Single | 2007                     |
| „Why Do Fools Fall in Love“                                                                   | Frankie Lymon und The Teenagers | Gee                                        | 1955                      | Doo-wop            | Single | 2001                     |
| „Wichita Lineman“                                                                             | Glen Campbell | Capitol                                    | 1968                      | Country            | Single | 2000                     |
| „The Wild Side of Life“                                                                       | Hank Thompson & his Brazos Valley Boys | Capitol                                    | 1952                      | Country            | Single | 1999                     |
| „Wild Thing“                                                                                  | The Troggs | Fontana/Atco                               | 1966                      | Rock               | Single | 2019                     |
| The Wildest!                                                                                  | Louis Prima And Keely Smith | Capitol                                    | 1956                      | Swing              | Album  | 1999                     |
| „Wildwood Flower“                                                                             | The Carter Family | RCA Victor                                 | 1928                      | Country            | Single | 1999                     |
| Will the Circle be Unbroken                                                                   | Nitty Gritty Dirt Band | United Artists                             | 1972                      | Country            | Album  | 1998                     |
| „Will You Love Me Tomorrow“                                                                   | The Shirelles | Scepter                                    | 1960                      | R&B                | Single | 1999                     |
| „Wipe Out“                                                                                    | The Surfaris | Dot                                        | 1963                      | Rock               | Single | 2020                     |
| „With a Little Help from My Friends“                                                          | Joe Cocker | A&M                                        | 1968                      | Rock               | Single | 2001                     |
| The Wizard of Oz: Technicolor Film Soundtrack                                                 | Besetzung: Judy Garland, Billie Burke, The Munchkins, Ray Bolger, Jack Haley, Bert Lahr, Frank Morgan, etc.                                                                      | MGM                                        | 1939                      | Soundtrack         | Album  | 2006                     |
| „Woodchopper’s Ball“                                                                          | Woody Herman And His Orchestra | Decca                                      | 1939                      | Jazz               | Single | 2002                     |
| Woodstock: Music from the Original Soundtrack and More                                        | Verschiedene Künstler, darunter John Sebastian, Joan Baez und Crosby, Stills, Nash & Young                                                                                       | Cotillion                                  | 1970                      | Soundtrack         | Album  | 2014                     |
| „Wooly Bully“                                                                                 | Sam the Sham and The Pharaohs | MGM                                        | 1965                      | Rock & Roll        | Single | 2009                     |
| Workingman's Dead                                                                             | Grateful Dead | Warner Bros.                               | 1970                      | Rock               | Album  | 1999                     |
| „Worried Life Blues“                                                                          | Big Maceo Merriweather | Bluebird                                   | 1941                      | Blues              | Single | 2006                     |
| „Wreck of the Old 97“                                                                         | Vernon Dalhart | Victor                                     | 1924                      | Folk               | Single | 2021                     |
| „Yakety Yak“                                                                                  | The Coasters | Atco                                       | 1958                      | Rock & Roll        | Single | 1999                     |
| „Yankee Doodle Boy“                                                                           | Billy Murray | Columbia Records                           | 1904                      | Musical theatre    | Single | 2006                     |
| „Yardbird Suite“                                                                              | Charlie Parker & his Septet | Dial                                       | 1946                      | Bebop              | Single | 2014                     |
| „Yesterday“                                                                                   | Lied von The Beatles, gesungen von: Paul McCartney | Capitol                                    | 1965                      | Baroque Pop        | Single | 1997                     |
| „Y.M.C.A.“                                                                                    | Village People | Casablanca                                 | 1978                      | Pop                | Single | 2021                     |
| „You Always Hurt the One You Love“                                                            | Mills Brothers | Decca                                      | 1944                      | Pop standard       | Single | 2017                     |
| „You Are My Sunshine“                                                                         | Jimmie Davis | Decca                                      | 1940                      | Country            | Single | 1999                     |
| „You Are So Beautiful“                                                                        | Joe Cocker | A&M                                        | 1974                      | Pop                | Single | 2016                     |
| „You Are the Sunshine of My Life“                                                             | Stevie Wonder | Tamla                                      | 1972                      | Pop                | Single | 2002                     |
| „You Belong to Me“                                                                            | Jo Stafford | Columbia Records                           | 1952                      | Traditional Pop    | Single | 1998                     |
| „You Don’t Miss Your Water“                                                                   | William Bell | Stax                                       | 1961                      | Soul               | Single | 2024                     |
| „You Don’t Own Me“                                                                            | Lesley Gore | Mercury                                    | 1963                      | Pop                | Single | 2017                     |
| „You Keep Me Hangin’ On“                                                                      | The Supremes | Motown                                     | 1966                      | Pop                | Single | 1999                     |
| „You Made Me Love You (I Didn't Want to Do It)“                                               | Harry James & his Orchestra | Columbia Records                           | 1941                      | Pop                | Single | 2010                     |
| „You Really Got Me“                                                                           | The Kinks | Reprise                                    | 1964                      | Rock               | Single | 1999                     |
| „You Send Me“                                                                                 | Sam Cooke | Keen                                       | 1957                      | R&B                | Single | 1998                     |
| „Your Cheatin’ Heart“                                                                         | Hank Williams | MGM                                        | 1953                      | Country            | Single | 1983                     |
| „(Your Love Keeps Lifting Me) Higher and Higher“                                              | Jackie Wilson | Brunswick                                  | 1967                      | Chicago Soul       | Single | 1999                     |
| „Your Song“                                                                                   | Elton John | DJM                                        | 1970                      | Pop                | Single | 1998                     |
| „You’re So Vain“                                                                              | Carly Simon | Elektra                                    | 1972                      | Soft Rock          | Single | 2004                     |
| „You’re The Top“                                                                              | Ethel Merman | Brunswick                                  | 1934                      | Musical theatre    | Single | 2008                     |
| „You’ve Got a Friend“                                                                         | Carole King | Ode                                        | 1971                      | Soft Rock          | Track  | 2002                     |
| „You’ve Got a Friend“                                                                         | James Taylor | Warner Bros.                               | 1971                      | Folk Rock          | Single | 2001                     |
| „You’ve Lost That Lovin’ Feelin'’“                                                            | The Righteous Brothers | Philles                                    | 1964                      | Pop                | Single | 1998                     |
| „You’ve Really Got a Hold on Me“                                                              | The Miracles | Tamla                                      | 1962                      | Soul               | Single | 1998                     |
| „Zip-a-Dee-Doo-Dah“                                                                           | Johnny Mercer | Capitol                                    | 1946                      | Soundtrack         | Single | 2010                     |
| Zodiac Suite                                                                                  | Mary Lou Williams | Asch                                       | 1945                      | Jazz               | Album  | 2020                     |